# 赫斯達倫之光
赫斯達倫現象（Hessdalen lights）自1981年開始，挪威中部赫斯達倫（Hessdalen）的山谷的居民多次直擊詭異的又無法解釋的光團，最多一周甚至出現20多次。有人甚至猜測會不會是UFO飛行所造成的。天空中不斷出現神秘的光團形成原因眾說紛紜，有科學家認為，這可能是類似「球狀閃電」的現象，不過它樣態溫和平穩，與一般閃電又不太一樣，因此還未得到證實。

## 产生原因

### 宇宙磁场说
挪威科学家于1983年夏天成立了研究小组，以期破解“赫斯达伦现象”的奥秘。在1984年1月到2月间进行的实地考察中，科学家们曾成功地记录了53次不明光团的出现。1998年起，科学家还在赫斯达伦山谷建立了自动监测站。
在对赫斯达伦现象进行彻底的光谱分析中，发现95%光团的光谱具有明显的等离子体性质，而且这些等离子体光团的表面温度竟然达到6500K，比太阳表面的温度都高。只有5%的光团可以看出是物体发出的光，亮度一般有100瓦的灯泡那么亮，这些亮度较低的光团一般会表现出规则的形状，例如三角形的光团、鸡蛋状的半透明物体、扁的椭球体等。这一分析结果可以说否定了赫斯达伦现象是UFO现象，因为那些温度高达6500K的没有固定形状的等离子体团不可能是不明飞行物或外星探测器，而且那5%的发光物体也不像不明飞行物或外星探测器。 
据此结论认为其可能是宇宙射线的一种组成成分，随着宇宙射线来到地球，微型黑洞本身就携带着很强的磁场，它的到来必然导致磁场的变化。变化的磁场会产生电场，电磁场的改变就会影响到靠电场送电的输电线路。这可以解释赫斯达伦地区输电线断电现象产生的原因。激光对它的照射会使体积很小的微型黑洞振动加剧，于是它闪光的频率也加倍。这也可以解释光团在激光照射时闪烁加倍的原因。

### 天然磁场说
意大利科學家莫納里自1996年研究這神秘現象，到2014年他發現赫斯達倫山谷其中一邊的石頭，蘊藏豐富的鐵和鋅金屬，至於另一邊就蘊藏豐富的銅。假設山谷中間的河水，含有由附近礦場滲漏出的硫磺，令河谷形成類似電池的結構，當地獨特地形令河谷變成「天然電池」。莫納里利用石頭樣本模擬河谷環境，成功在實驗室製造電光。他相信當硫磺散發的氣體接觸到潮濕空氣，便會產生離子化氣體，繼而引發電光，可能因此產生這個不明光團。

## 外部連結
- Homepage of Project Hessdalen （页面存档备份，存于）
- Project Hessdalen Bulletin, 1983–1985
- Dunning, Brian. . Skeptoid. August 9, 2011.